# Сиваковецька сільська рада

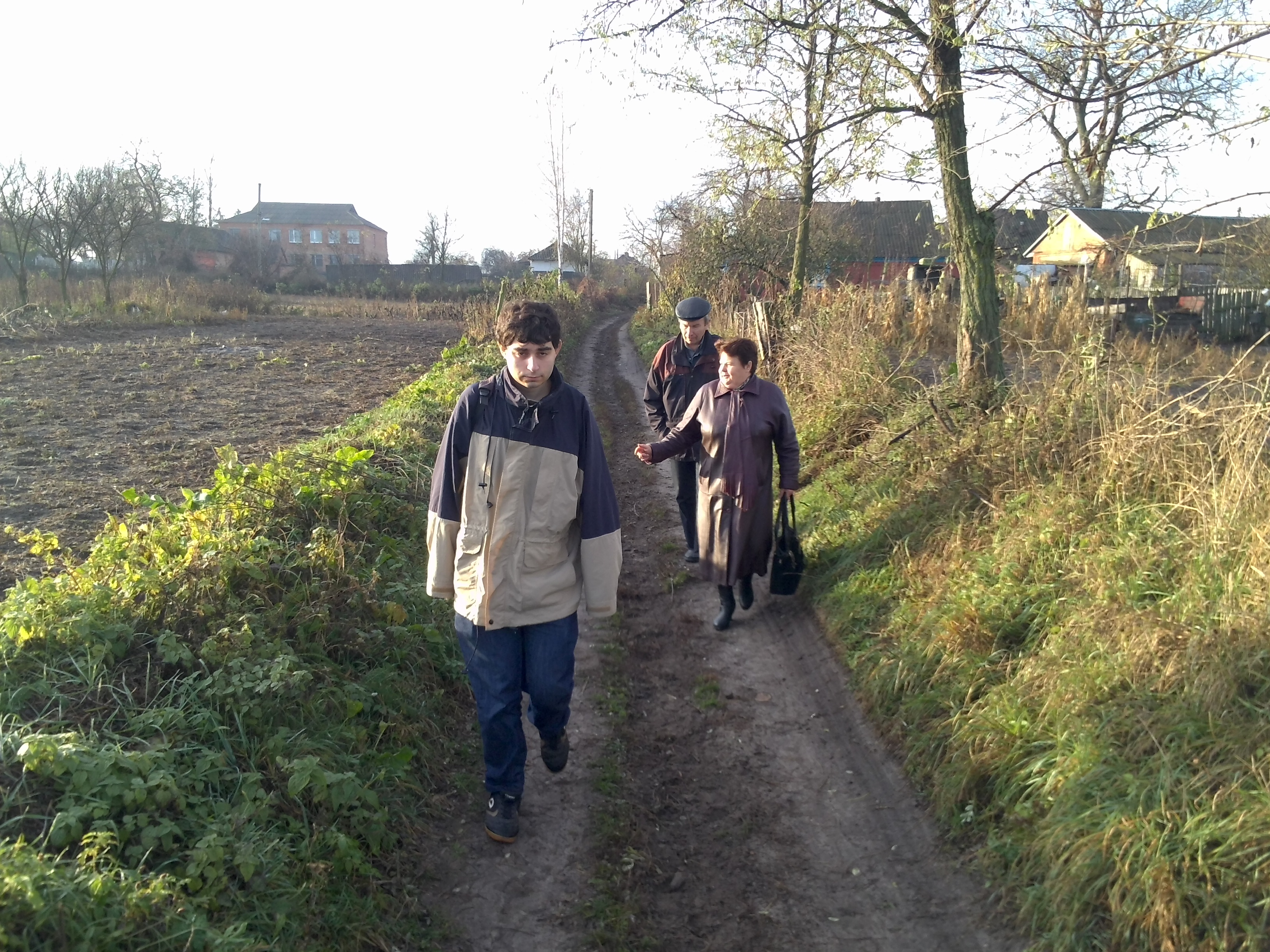
Голова Сиваковецької сільської ради Зінаїда Василівна Рябіщук проводить екскурсію селом для учасників Вікіекспедиції

| Сиваковецька сільська рада — орган місцевого самоврядування у Липовецькому районі Вінницької області з адміністративним центром у c. Сиваківці. Сільській раді підпорядковані населені пункти: - c. Сиваківці - с. Соболівка |

## Склад ради
Рада складається з 16 депутатів та голови.

## Керівний склад сільської ради
| ПІБ                       | Основні відомості                                                               | Дата обрання | Дата звільнення |
| ------------------------- | ------------------------------------------------------------------------------- | ------------ | --------------- |
| Рябіщук Зінаїда Василівна | Сільський голова, 1959 року народження, освіта, член Партії «Реформи і порядок» | 26.03.2006   | 31.10.2010      |
| Рябіщук Зінаїда Василівна | Сільський голова, 1959 року народження, освіта середня спеціальна, позапартійна | 31.10.2010   |                 |

Примітка: таблиця складена за даними джерела